# جيري إليسون
جيري إليسون (بالإنجليزية: Jerry Ellison)‏ هو لاعب كرة قدم أمريكية أمريكي، ولد في 20 ديسمبر 1971 في أوغستا في الولايات المتحدة.